# Basic (pel·lícula)
Basic ės una pel·lícula estatunidenco-alemanya dirigida per John McTiernan, estrenada el 2003. Ha estat doblada al català.

## Argument
Un grup de Rangers, comandat pel sergent West, no lliura l'informe després d'un entrenament a la jungla del Panamà. Anant al lloc en helicòpter, el coronel William Styles, comandant del camp de Rangers, només en recupera dos, dels quals un ferit i els porta a Fort Clayton, on seran interrogats pel capità Julia Osborne. Però Styles no té confiança en ella i crida al seu vell amic i ex-camarada ranger Tom Hardy, agent de la DEA sospitós de corrupció, amb la finalitat de portar una investigació oficiosa amb el capità Osborne.

## Repartiment
- John Travolta: l'agent anti-droga Thomas « Tom » Hardy
- Connie Nielsen: capità Julia Osborne
- Samuel L. Jackson: sergent-instructor West
- Timothy Daly: coronel William « Bill » Styles, manant de la base militar
- Giovanni Ribisi: sotstinent Levy Kendall
- Brian Van Holt: sergent Raymond « Ray » Dunbar
- Taye Diggs: sergent Jay Pike
- Dash Mihok: sergent Mueller
- Cristián de la Fuente: sergent Castro
- Roselyn Sanchez: sergent Nuñez
- Harry Connick Jr.: doctor Peter « Pete » Vilmer, cap de l'hospital militar

## Producció

### Desenvolupament
Amb la finalitat de garantir l'autenticitat de la intriga, John McTiernan ha cridat al sergent-cap Charles Fails, contractat com a conseller tècnic. Ja havia treballat en altres thrillers militars com Tigerland de Joel Schumacher i G.I. Jane de Ridley Scott.

### Repartiment dels papers
Investigador de la Drug Enforcement Administration (DEA) a Basic, John Travolta porta una nova vegada una investigació al si de l'exèrcit americà, com l'havia fet quatre anys abans de Deshonor d'Elisabeth Campbell de Simon West. D'altra banda, la seva germana, Margaret Travolta, interpreta aquí el paper d'una infermera.
Basic marca el retrobament del cineasta i de l'actor Samuel L. Jackson, que ja havien rodat junts l'any 1995 a Die Hard: With a Vengeance, així com les de Jackson i Travolta, famós duo del Pulp Fiction de Quentin Tarantino.
Si tots els actors de Basic han hagut de patir la formació de rigor, John Travolta està, per a la seva part, particularment ben preparat: entrenament sis dies de set durant els tres mesos que precedeixen el rodatge, cosa que li va permetre de perdre una dotzena de quilos, estada intensiva al 1r batalló del 75è Regiment de Rangers i règim especial durant tota la durada de les preses.

### Rodatge
El rodatge va tenir lloc del 26 de novembre de 2001 al 4 d'abril de 2002 a Fernandina Beach i Jacksonville (a Florida), així com a Costa Rica i Panamà

## Rebuda

### Crítica
Des de la seva sortida en sales, Basic ha trobat una acollida negativa de la crítica als països anglòfons: el 21 % dels 142 comentaris recollits pel lloc Rotten Tomatoes són positius, per a una mitjana de 4,2⁄10, mentre obté un resultat de 34⁄100 al lloc Metacritic, basat en 33 comentaris. Per contra, obté un bona acollida a França, ja que obté una mitjana de 3⁄5 al lloc AlloCiné, per a 16 comentaris.

### Box-office
Basic ha totalitzat 42.792.561 $ de recaptacions mundials, de les quals 26.793.311 $ als Estats Units. Va ser un fracàs comercial, ja que el llargmetratge va ser rodat amb un pressupost de 50 milions de dòlars.

## Banda original
- Bolero, compost per Maurici Ravel
- Nobody Knows the Trouble I've Seen,, interpretat per John Travolta
- Comparsa de Los Muertos, interpretat per Bruno Coon
- Natural Blues, interpretat per Moby
- Black Betty, interpretat per Player i Peter Beckett